# Babri Masjid
Babri Masjid of de Moskee van Baboer was een moskee in Ayodhya, India. Volgens de inscripties van de moskee, werd het in 1528-1529 (935 AH) gebouwd door generaal Mir Baqi, op bevel van de Mogolkeizer Baboer. Volgens vele hindoes werd de moskee gebouwd op de geboorteplaats van de hindoeïstische godheid Rama en was sinds de 18e eeuw een bron van twist tussen de hindoeïstische en moslimgemeenschappen. De moskee werd in 1992 aangevallen en gesloopt door een hindoe-nationalistische menigte, wat leidde tot gemeenschapsgeweld op het Indiase subcontinent. Ongeveer 2000 mensen stierven tijdens het oproer.
Het Hooggerechtshof van India besliste in 2019, dat de site moet worden opgesplitst in drie delen, een deel voor de hindoes, de Ram Mandir tempel, een deel voor de moslims, de Ayodhyamoskee en een derde deel voor de Nirmohi Akhara of de onafhankelijken.